# Parkersburg (West Virginia)
Parkersburg is een plaats (city) in de Amerikaanse staat West Virginia, en valt bestuurlijk gezien onder Wood County.

## Demografie
Bij de volkstelling in 2000 werd het aantal inwoners vastgesteld op 33.099.
In 2006 is het aantal inwoners door het United States Census Bureau geschat op 31.755, een daling van 1344 (-4,1%).

## Geografie
Volgens het United States Census Bureau beslaat de plaats een oppervlakte van
31,6 km², waarvan 30,6 km² land en 1,0 km² water. Parkersburg ligt op ongeveer 205 m boven zeeniveau.

## Geboren in Parkersburg
- Paul Goldsmith (1925-2024), autocoureur
- Paul Dooley (1928), acteur
- Morgan Spurlock (1970-2024), documentairemaker

## Plaatsen in de nabije omgeving
De onderstaande figuur toont nabijgelegen plaatsen in een straal van 12 km rond Parkersburg.